# Luis de Escobar
Fray Luis de Escobar, latinizado Ludovicus Descobar, (¿Sahagún?, 1475 - ¿Valladolid?, 1552 o 1553), escritor, paremiólogo y enigmista franciscano español del renacimiento.

## Biografía
Del linaje hidalgo de los Escobares de Sahagún, durante casi toda su vida fue fraile franciscano del convento de Medina de Rioseco, predicador y posiblemente confesor del Almirante de Castilla. Tuvo a lo largo de su vida muy mala salud, dolorido por una gota persistente y otras afecciones. Se hizo célebre como enigmista por su Las respuestas quincuagenas (1526), obra muy ampliada por él mismo y muy reimpresa posteriormente y traducida al alemán (Der Zeitkürtzer, Munich, 1603 atribuida a fray Antonio de Guevara. Pasó sus últimos días probablemente en Valladolid, donde se hallaba revisando una tercera edición de su obra que habría de tener mil respuestas. La obra original fue publicada anónima pero con un poema acróstico donde se declaraba quién era el autor.

## Obras
- Officium transfixionis beate Mariae virginis, Zaragoza, Jorge Coci, 1522.
- Passio duorum. Tratado de devotíssimas y muy lastimosas contemplaciones de la Passión del hijo de Dios y compasión de la Virgen Sancta María..., Valladolid, Nicolás Tyerri, 1526; fue reimpresa.
- Epístola del señor almirante hablando de los males de España y la causa dellos, con la respuesta del mismo autor, 1526.
- Las respuestas quinquagenas (Valladolid, Nicolás Thyerri, 1526); hubo otra hacia 1534, edición perdida; tercera edición, Las quatrocientas respuestas a otras tantas preguntas, que el ilustrísimo señor don Fadrique Enrríquez, Almirante de Castilla y otras personas en diversas vezes embiaron a preguntar al auctor, que no quiso ser nombrado, más de quanto era frayle menor, con quinientos proverbios de consejos y avisos por manera de letanía Valladolid, Francisco Fernández de Córdoba, 1545, con otras ediciones del mismo año: dos en Zaragoza, una de Diego Hernández y otra de Jorge Coci; entre 1546 y 1550 Martín Nucio hizo en Amberes otra y en 1550 (Valladolid, Francisco Fernández de Córdoba), apareció una más.
- Los quinientos proverbios de consejos y avisos por manera de letanía, 1545, editado como apéndice del anterior, muy reimpresa.
- La segunda parte de las cuatrocientas respuestas... con cinquenta declaraciones o glosas, Valladolid, 1552.